# 公诉 (电视剧)
《公訴》（英語：Prosecution Elites），是一部2023年中國首部女公訴人題材的電視劇，且以真實網絡犯罪案例改編，由最高人民檢察院中國檢察出版社、四川世纪华纳影业、企鹅影视联合出品，迪麗熱巴、佟大為 、高鑫、尤靖茹領銜主演。本劇主創於2022年3月7日在成都圍讀劇本，8日正式開機拍攝，6月18日殺青。

## 播出時間
| 頻道       | 所在地   | 播映日期                      | 播出時間 | 備註                                                                            |
| 北京衛視   | 中国大陆 | 2023年5月29日 - 2023年6月20日 | 19:30    | 品質劇場 - 週日至週四更新2集 - 週五、週六更新1集                                |
| 浙江衛視   | 中国大陆 | 2023年5月29日 - 2023年6月20日 | 19:30    | 中國藍劇場 - 週日至週四更新2集 - 週五、週六更新1集                              |
| 騰訊視頻   | 中国大陆 | 2023年5月29日 - 2023年6月20日 | 22:00    | VIP 會員： - 週日至週四更新2集 - 週五、週六更新1集 非會員： - 週一至週日更新1集 |
| 愛奇藝     | 中国大陆 | 2023年5月29日 - 2023年6月20日 | 22:00    | VIP 會員： - 週日至週四更新2集 - 週五、週六更新1集 非會員： - 週一至週日更新1集 |
| astro 双星 | 马来西亚 | 2023年6月15日 - 2023年7月19日 | 21:00    | 週一至週四更新2集                                                               |
| 港台電視31 | 香港     | 2023年10月27日 -              | 20:30    | 國劇830                                                                         |

## 劇情簡介
名校法學院高材生安旎（迪麗熱巴飾）入職江城市檢察院後被分配到神秘的第四檢察部工作，面對眾多棘手的新型網絡犯罪案件，她與她的檢察官同行們精准鎖定犯罪線索，能動發揮檢察智慧，在刑警隊長何陸源（佟大為飾）的通力配合下，他們跨境追蹤，歷盡艱辛，查找真相，終將層層隱藏的犯罪嫌疑人逐一緝拿歸案。檢察官安旎更是以精彩的法庭公訴，讓犯罪嫌疑人認罪伏法，全景展示了新時代女公訴人的職業風。

## 演員列表

### 主要演員
| 演員     | 角色   | 介紹 |
| 迪麗熱巴 | 安旎   | 江城市檢察院第四檢察部檢察官 高材生，堅守公平正義，個性十足，能言善辯，又能充分發揮各項檢察職能，是在許多年輕檢察官中頗具潛力的一人。 |
| 佟大為   | 何陸源 | 江城市公安局刑偵隊民警，階級二級警司 外表冷漠毒舌，內心善良的警官，與安旎為一對歡喜冤家。                                             |

### 江城市檢察院
| 演員     | 角色   | 介紹 |
| 馮雷     | 郭洪江 | 檢察長 畢生熱愛傾注於檢察事業，是個守護公平與正義，恪盡職守的檢察長。                                                          |
| 馬元     | 王鶴宇 | 檢察官 安旎的領導，表面上是個小市民的形象，日常花式推銷自家製作的月餅，但在關鍵時刻是各人的主心骨。                            |
| 迪麗熱巴 | 安旎   | 檢察官 詳見主要演員 |
| 郭迦南   | 韓軒   | 檢察官助理→檢察官 安旎的助理，勇敢無畏，善良智慧，守護公平與正義的檢察官。性格呆萌單純，表面和安旎沒大沒小，心裡對她十分維護。 |
| 高亮     | 高睿   | |
| 李依曉   | 劉佳   | 檢察官 |
| 沈曉海   | 劉錦江 | 檢察主任 |
| 練卓     | 付強   | 檢察官 |
| 劉之冰   | 白兆喜 | 檢察官 |
| 李政武   | 趙佳   | 檢察官 一心想從辦案實踐中磨礪成為優秀的公訴人。                                                                                |
| 辰梓銘   | 李逵   | 檢察官 |

### 江城市公安局刑偵隊
| 演員   | 角色   | 介紹 |
| 佟大為 | 何陸源 | 警察隊長 詳見主要演員                                                                                                 |
| 神龍茂 | 龍艷玲 | 警察 理工科畢業的女警，從法醫調劑到刑偵的學霸，何陸源的搭檔，痴迷於基因，痕檢研究，心細如發，善於發現現場的蛛絲馬跡。 |
| 潘聖睿 | 彭野   | 警察 |
| 賈青   | 張婉茹 | 臥底警察 安旎師姐，年輕有為的臥底檢察官，為端掉海外網絡詐騙窩點，將關鍵信息利用頭繩傳遞給安旎，後被肖沐恩殘忍殺害。   |

### 惠權集團
| 演員   | 角色          | 介紹 |
| 許文廣 | 尹惠權        | 惠權集團總裁 尹天成、肖沐恩之父 原為惠權集團的總裁，後在肖沐恩和李儀棠聯手下被罷免總裁一職。 |
| 高鑫   | 趙冀凱        | 惠權集團副總裁 與李儀棠相戀，表面光鮮靚麗，實則不過是肖沐恩的傀儡。 |
| 尤靖茹 | 李儀棠        | 惠權集團法务总监 安旎的大學同學、汪小嬌的好友。趙冀凱的女朋友，为了他可以不惜一切代价 |
| 韓棟   | 肖沐恩/周斯越 | 惠權集團新任總裁，老A 精通網絡技術的黑惡勢力執行者，是個性格冷酷極端，手狠手辣的斯文敗類。為惠權總裁尹惠權的私生子，後取替尹惠權成為惠權集團的新任總裁。                                                           |
| 雷漢   | 羅江孝        | 惠權集團公关顾问 羅曉婷的父親，安旎、李儀棠、何佳煒的大學老師。 原為大學教授，一輩子沉迷於法學典籍，安然自得於精神世界的富有，不追求物質生活，卻為了女兒，不得已向資本低頭成為惠權的法務總監，之後辭職離開了惠權。 |
| 章博予 | 尹天成        | 尹惠權之子，肖沐恩同父異母之弟，是個纨绔子弟。 |
| 金盾   | 陳永剛        | 惠權集團員工 汪小嬌的丈夫，肖沐恩的下屬。因为贪婪，被网络罪犯诈骗许多次。 |
| 陳宏昭 | 鮑枚國        | 惠權集團員工 |

### 其他演員
| 演員   | 角色            | 介紹 |
| 熊梓淇 | 張小北          | 网红 表面是沉迷於網絡，熱衷直播的中二少年，實則自小受姐姐張婉如的影響立志要從事司法工作，後陷入直播打赏，为了打击网络犯罪试图以跳河自杀来吸引注意。 |
| 李槐龍 | 吳立山          | 律師 李儀棠的助手 |
| 張可盈 | 汪小嬌          | 安旎、李儀棠的好友，陳永剛的妻子。 |
| 依莎   | 羅曉婷          | 羅江孝的女兒，與張小北有感情線。 |
| 娜仁花 | 許愛琳          | 江城市副市長 羅江孝的爱人 |
| 譚凱   | 何佳煒          | 律師 羅江孝的學生，被張小北誤會對羅曉婷有意而被其針對。                                                                                             |
| 陳紫函 | 錢天心          | 诈骗集团F国负责人周斯越的姨妈，趙冀凱的犯罪伙伴。                                                                                                   |
| 王迅   | 劉一            | 钱天心前丈夫 |
| 李藝峰 | 陳曉昂          | |
| 呂俊熙 | 周斯越 （年轻） | |
| 李虎城 | 老陳            | |
| 王實   | 老黑            | |
| 馮長玲 | 趙小溪          | |
| 董學敏 | 張者甲          | |
| 李蒙   | 施小虎          | 詹梅之子，張小北的朋友。 |
| 陳衛   | 詹梅            | 施小虎之母 |
| 張小帥 | 楊寶            | |
| 廖健   | 李全            | 買兇殺害張婉如的兇手 |
| 安琥   | 胡德旺          | 罪犯，詐騙培訓老師 |
| 寇祥凱 | 威哥            | 罪犯 |
| 沙寶亮 | 朱梓            | 罪犯 |
| 衛樹杰 | 許金言          | 罪犯 石林的丈夫 |
| 溫娟   | 石林            | 罪犯 許金言的妻子 |
| 張英   | 韓彩霞          | |
| 張宛宸 | 邊丘丘          | 造谣張婉茹的网红 |
| 樓佳悅 | 梁穎            | 因欠钱而在F国进行直播诱惑的博主，后悔改。 |
| 趙有亮 | 李國權          | |
| 法提   | 何塞            | |
| 張鶴   | 王會長          | |
| 愛林   | 岡薩雷斯        | |
| 方濤   | 拉斐爾          | F国检查院检查长 |
| 馬威   | 戈麥斯          | |
|        | 周玲            | 尹惠權的情婦，肖沐恩的母親。 |

## 電視原聲帶
| 《公訴》電視劇原聲帶 | 《公訴》電視劇原聲帶 | 《公訴》電視劇原聲帶       |
| 曲序                 | 曲目                 | 演唱者                     |
| -------------------- | -------------------- | -------------------------- |
| 1.                   | 如拒（片尾曲）       | 刘斯斯 （总制片人 刘思妤） |
| 2.                   | 执火的人（插曲）     | 左其铂                     |
| 3.                   | 逐光（推广曲）       | 熊梓淇                     |

## 製作與發行
- 《公訴》由最高人民檢察院第一檢察廳、最高人民檢察院第四檢察廳、最高人民檢察院檢察理論研究所以及最高人民檢察院網絡犯罪研究中心聯合指導[7]；該劇被納入四川省重點文產項目[8]。

## 宣傳活動
- 2022年4月22日，官宣第一波演出陣容並發佈定妝照[9]。
- 2022年4月23日，官宣第二波演出陣容並發佈定妝照[10]。
- 2022年6月20日，官博發佈殺青特輯和殺青現場圖[11]。
- 2022年6月21日，官博發佈先導預告[12]。
- 2022年11月3日，该剧亮相“鹅厂2023年片单“
- 2023年3月31日，该剧改名《公诉》[13]。
- 2023年5月26日，该剧发布逐光驱雾版海报并且定档双卫视，双平台播出[14]。
- 2023年5月27日，该剧发布检察官风采海报[15]，并且发布坚守正义时尚大片[16]。
- 2023年5月30日，熊梓淇演唱的推广曲《逐光》正式上线[17]。同日，该剧发布对话检察官单人特辑上线[18]。
- 2023年6月16日，该剧发布由左其铂演唱的插曲《执火的人》[19]。同日，该剧发布刘思妤（总出品人）演唱的主题曲《如炬》[20]。

## 电视节目的变迁
| 马来西亚 Astro双星HD 星期一至四 21:00 - 23:00 （两集连播）              | 马来西亚 Astro双星HD 星期一至四 21:00 - 23:00 （两集连播） | 马来西亚 Astro双星HD 星期一至四 21:00 - 23:00 （两集连播） |
| ----------------------------------------------------------------------- | ---------------------------------------------------------- | ---------------------------------------------------------- |
|                                                                         | 公诉 （2023年6月15日－2023年7月19日）                      |                                                            |
| 漫长的季节 （2023年5月25日－2023年6月14日）（星期一至四 21:00 - 22:30） | 照亮你 （2023年7月20日－2023年8月）                        |                                                            |

| 新加坡 e乐 星期一至四 22:10 - 23:00    | 新加坡 e乐 星期一至四 22:10 - 23:00           | 新加坡 e乐 星期一至四 22:10 - 23:00 |
| -------------------------------------- | --------------------------------------------- | ----------------------------------- |
|                                        | 公诉 （2023年8月8日－2023年10月16日）         |                                     |
| 君子盟 （2023年6月19日－2023年8月7日） | 偷偷藏不住 （2023年10月17日－2023年11月28日） |                                     |

| 香港 港台電視31 國劇830 星期一至五 20:30 - 21:30 | 香港 港台電視31 國劇830 星期一至五 20:30 - 21:30 | 香港 港台電視31 國劇830 星期一至五 20:30 - 21:30 |
| ------------------------------------------------ | ------------------------------------------------ | ------------------------------------------------ |
|                                                  | 公诉 （2023年10月27日－2023年12月21日）          |                                                  |
| 縣委大院 （2023年9月25日－2023年10月26日）       | 追光者 （2023年12月22日－2024年2月16日）         |                                                  |

## 外部連結
- 公诉的新浪微博
- 豆瓣电影上《公诉》的資料 （简体中文）